# Can’t Be Tamed
Can’t Be Tamed (рус. Неукротимая) — третий студийный альбом американской поп-певицы Майли Сайрус. Выпущен на лейбле Hollywood Records 21 июня 2010 года в США. Композиция «Can’t Be Tamed» появилась в эфире 3 мая 2010 года и была доступна к скачиванию 18 мая — за месяц до официального выхода альбома. Вторым синглом с альбома стала песня «Who Owns My Heart», клип на которую был выпущен 8 октября 2010 года. В Австралии альбом получил статус «золотого». В Южной Америке альбом получил статус платинового.

## Об альбоме
Майли работала над альбомом с известным продюсером Джоном Шенксом, который ранее работал с такими знаменитостями, как Селин Дион, Келли Кларксон и Bon Jovi.
Вышла DVD-версия альбома, с концертными роликами, заснятыми во время тура Miley World.
На песню «Can’t Be Tamed» был снят клип, премьера которого состоялась 4 мая 2010 года.

## Список композиций
| №   | Название                    | Длительность |
| --- | --------------------------- | ------------ |
| 1.  | «Liberty Walk»              | 4:06         |
| 2.  | «Who Owns My Heart»         | 3:34         |
| 3.  | «Can't Be Tamed»            | 2:48         |
| 4.  | «Every Rose Has It's Thorn» | 3:50         |
| 5.  | «Two More Lonely People»    | 3:11         |
| 6.  | «Forgiveness And Love»      | 3:27         |
| 7.  | «Permanent December»        | 3:35         |
| 8.  | «Stay»                      | 4:22         |
| 9.  | «Scars»                     | 3:43         |
| 10. | «Take Me Along»             | 4:08         |
| 11. | «Robot»                     | 3:44         |
| 12. | «My Heart Beats For Love»   | 3:42         |

| №   | Название                                             | Длительность |
| --- | ---------------------------------------------------- | ------------ |
| 13. | «Can't Be Tamed (Rockangeles Remix) (feat. Lil Jon)» | 4:00         |